# Hilara martini
Hilara martini är en tvåvingeart som beskrevs av Chvala 1981. Hilara martini ingår i släktet Hilara och familjen dansflugor.
Artens utbredningsområde är Spanien. Inga underarter finns listade i Catalogue of Life.